# Цокаев, Али Магомедович
Али Магомедович Цокаев (азерб. Ali Tsokayev; 10 апреля 2003, Ингушетия, Россия) — российский и азербайджанский борец вольного стиля, член сборной Азербайджана, призёр чемпионата Азербайджана.

## Спортивная карьера
Уроженец Ингушетии. Является воспитанником Физкультурно-оздоровительного комплекса города Малгобека, занимался под руководством Асхаба Гагиева. 6 марта 2021 года в Хасавюрте, уступив в финале Магомедрасулу Аслуеву, стал серебряным медалистом молодёжного первенства СКФО. В октябре 2021 года в дагестанском селе Хучни победил на Первенстве СКФО среди студенческой молодежи. В конце февраля 2022 года в Назрани, одержал победу на Первенстве СКФО среди юниоров, где в финале он поборол Кемрана Абубакарова из Чечни. 18 мая 2022 года в Солнечногорске в финале Всероссийского студенческого турнира проиграл Магомеду Магомаеву из Брянска, став вторым призёром. 31 мая 2022 года, одолев в финале Али Нурова из Дагестана, победил на первенстве СКФО среди борцов до 23 лет в Нальчике. 20 ноября 2022 года в Хасавюрте победил на Всероссийском турнире среди юниоров на призы олимпийского чемпиона Мурада Умаханова, его соперник по финалу Магомед-Эми Исаков из Москвы не вышел на схватку из-за травмы. Через неделю в Грозном он одержал победу на Всероссийском турнире среди юниоров памяти Асланбека Бисултанова, в финале он взял верх над Абдулмуслимом Абдулмуслимовым из Ставрополя.
7 декабря 2022 года в Краснодаре он победил на Всероссийских соревнованиях среди юниоров памяти Бесика Кудухова, в финале которого он досрочно победил Салавата Умалатова из Воронежа со счётом 16:4. 8 марта 2023 года, победил в финале Ибрагима Кадиева из Дагестана, выиграл Первенство СКФО среди юниоров, которое прошло в Грозном. 9 мая 2023 года в станице Преградная Карачаево-Черкесии вышел в финал Всероссийских соревнования среди студентов памяти Канамата Боташева, где проиграл Дибиру Магомедову из Дагестана. 21 мая 2023 года в Каспийске на международном турнире памяти Али Алиева в схватке за бронзовую медаль проиграл Мусе Базиеву из Чечни, заняв итоговое 5 место. 14 августа 2023 года представляя Азербайджан стал бронзовым призёром Первенства мира U-20 в столице Иордании Аммане, в полуфинале он потерпел поражение от россиянина Ибрагима Кадиева, а в схватке за 3 место победил Фарзада Сафиджаханшахи из Ирана. В сентябре 2023 года принимал участие на Международном турнире памяти Дмитрий Коркина в Якутске, на котором на схватку за 3 место против Халида Яхиева из Чечни не вышел из-за травмы. 19 декабря 2023 года в Баку дошёл до финала чемпионата Азербайджана, в котором уступил Орхану Аббасову, став серебряным призёром. 25 мая 2024 года в Баку, проиграв в финале Йоргосу Куюмцидису из Греции, стал серебряным призёром чемпионата Европы среди спортсменов до 23 лет.

## Спортивные результаты на крупных турнирах
- Первенство мира по борьбе U-20 2023 — ;
- Чемпионат Азербайджана по борьбе 2023 — ;
- Чемпионат Европы по борьбе среди спортсменов до 23 лет 2024 — ;